# مطار بوشهر
مطار بوشهر (إياتا:BUZ / إيكاو:OIBB) هو مطار داخلي يخدم مدينة بوشهر في إيران.